# Figura serpentinata

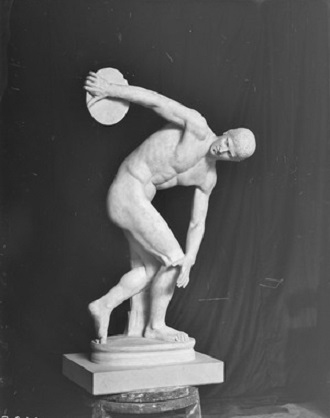
Дискобол из Кастель-Порциано. Реконструкция. Рим, Национальный музей Палаццо Массимо алле Терме

Танцующая менада из Пергама. III в. до н. э. Берлин, Старый музей. Схема: В. Г. Власов. Новый энциклопедический словарь изобразительного искусства. СПб, 2008. Т. 9 С. 77

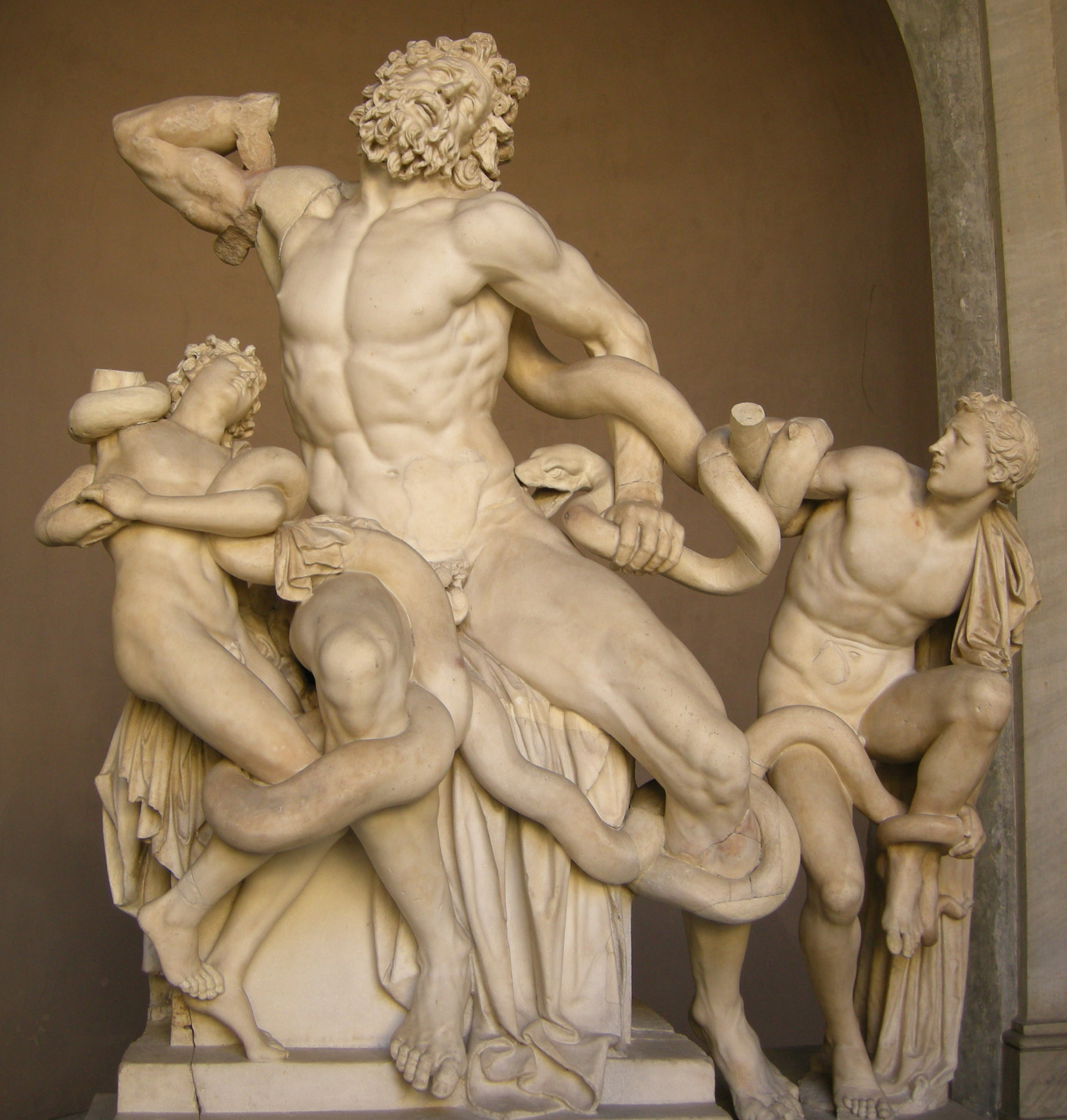
Лаокоон и его сыновья. Вт. пол. I в. до н. э. Ватикан, Музей Пио-Клементино

Figura serpentinata (с итал. — «змеевидная фигура») — спорный термин, вызывающий дискуссии о корректности его применения к изобразительному искусству разных стран и эпох. В самом общем значении под «змеевидной фигурой» подразумевают скульптурное или живописное изображение фигуры человека в сильном спиралевидном движении тела, в частности, в античной скульптуре. Однако этот итальянский термин появился на исходе эпохи Возрождения в кризисный период маньеризма. Поэтому по мнению большинства специалистов его следует применять только в этом контексте.
Так, например, знаменитая статуя «Дискобола», работы древнегреческого скульптора эпохи ранней классики «строгого стиля» Мирона (ок. 450 г. до н. э.; бронзовый оригинал не сохранился), вопреки расхожим представлениям не является «змеевидной», хотя и выражает готовность к мощному движению. Б. Р. Виппер писал, что «в искусстве Мирона ещё очень сильны пережитки архаизма». Поэтому пластическую концепцию Мирона можно назвать «планиметрической». Статуя Дискобола «имеет совершенно плоскостной, рельефный характер; все главные элементы движения собраны на передней плоскости… Профиль совершенно лишён самостоятельного значения, так как не имеет никакой глубины». Голову Дискобола Мирон также даёт «в сильном сокращении… и с неровной трактовкой половины лица: левая половина — плоская и широкая; правая — компактная».
Иной пример демонстрирует «Танцующая менада из Пергама», статуя поздней эллинистической эпохи (III в. до н. э.) в собрании Берлинского Старого музея. Такова же Танцующая менада (вакханка), приписываемая Скопасу, из Альбертинума в Дрездене. Эти фигуры действительно «змеевидны», но итальянскую форму термина следует применять только к эпохе, когда его появление было вызвано конкретно-историческими обстоятельствами, а именно эстетикой итальянского маньеризма.
Как минимум спорным следует считать отнесение итальянского термина «змеевидная фигура» к эллинистической скульптурной группе «Лаокоон и его сыновья» (бронзовый оригинал 200 г. до н. э.). Жак Буске (фр. Jacques Bousquet) полагал, что «serpentinata» как стиль возник в 1506 году в результате воздействия скульптурной композиции «Лаокоон и его сыновья» на художников-современников, в частности на Микеланджело. Джон Ширман (англ. John Shearman) также утверждал, что стиль Figura serpentinata был изобретён Микеланджело, в частности при создании скульптуры «Дух победы» для гробницы папы Юлия II.
Однако Микеланджело в известном высказывании о «змеевидной линии» имел в виду совсем другое, а именно конструктивную S-образно изогнутую линию, которая была известна в античности в качестве хиазма в отношении статуй с характерной постановкой с переносом тяжести тела на одну ногу. Такая S-образная линия является следствием уравновешивания и пропорционирования, она имеет объективную математическую природу. Это свойство отмечали многие художники, в том числе Леонардо да Винчи и Микеланджело. В трактате итальянского живописца Дж. П. Ломаццо «Об искусстве живописи» (1584) приводится наставление Микеланджело о том, что «необходимо делать фигуру пирамидальной, змеевидно изогнутой и в кратных отношениях к одному, двум и трем». Итальянские маньеристы и, прежде всего, Ф. Цуккаро, превозносили достоинства «змеевидной линии» (итал. linea serpentinata) как пластической основы «хорошей композиции». Федерико Цуккаро, Бартоломео Амманнати и Джамболонья, в искусстве которых причудливость сочетается с изысканной пластичностью, манерностью поз и движений фигур, эстетизировали S-образную линию, отчего она теряла свою конструктивность и композиционное формообразующее значение, становилась манерной и поверхностной.
Поэтому Э. Маурер (англ. Maurer) справедливо утверждал, что стиль «Figura serpentinata» не является характерным для работ Микеланджело, а в качестве апологета «змеевидных фигур» называл Доменико Беккафуми. Ученику Беккафуми — Марко Пино (итал. Marco Pino) — удалось связать стили Беккафуми, Франческо Сальвиати, Пармиджанино и, возможно, даже Микеланджело, вследствие чего его работы в целом были насыщены мотивами «serpentinata».
Примечательно, что в искусстве барокко, например в шедеврах Дж. Л. Бернини из собрания Галереи Боргезе в Риме, спиралевидные пластические линии демонстрируют не манерную расслабленность, а физическую силу, страсть, напряжение. Изображение движения приобретает правильный и чистый вид, физическое действие отражает внутреннюю энергию.